# 521
521 је била проста година.

## Догађаји
- Будући византијски цар Јустинијан, стар 39 година, постављен је за конзула. Касније постаје главнокомандујући Армије Истока.
- Ма`адикариб Иа`фур постаје краљ Арабије, уз подршку Аксумита; почиње војни поход против арапских племена.
- Боетије уводи на Запад грчко музичко писмо.
- 22. фебруар – Самсон Долски хиротонисан за епископа у Бретањи, на празник Светог Петра.
- Еклесије постаје епископ Равене.